# Joseph Kallinger
Joseph Kallinger, född 11 december 1936 i Philadelphia, Pennsylvania, död 26 mars 1996 i Cresson Township, Pennsylvania, var en amerikansk seriemördare som dödade tre personer och torterade fyra familjer. Han begick brotten med sin 13-årige son Michael.
Kallinger föddes på Northern Liberties Hospital i Philadelphia i Pennsylvania år 1936. Ungefär ett år efter födseln placerades Joseph på ett barnhem, då hans far övergav familjen.
År 1939 blev han adopterad av Stephen och Anna Kallinger. Joseph trodde att han äntligen kommit till en kärleksfull familj. Men så var det inte, han blev svårt misshandlad av båda sina fosterföräldrar. Redan vid sex års ålder fick han ljumskbråck av sin fosterfar på grund av den svåra misshandeln han fick utstå. Kallinger fick olika typer av bestraffningar av fosterföräldrarna som att till exempel gå på knä över spetsiga stenar, äta avföring, inlåst i garderob, brännmärkt, piskad, svältning och gruppvåldtagen av grannpojkarna.
Som barn drömde Joseph om att bli dramatiker. Han regisserade skolans uppsättning av en julsaga i nionde klass. Joseph började även på teaterskola.
Vid 15 års ålder inledde Joseph en relation med en teaterkamrat som heter Hilda Bergman. Joseph gifte sig med henne och de fick två barn ihop. Hilda lämnade sedan Joseph år 1956 på grund av våldet hon fick utstå i hemmet. Skilsmässan tar väldigt hårt på Kallinger vilket gör att han blir inskriven på mentalsjukhus. Han gifte om sig 1958, efter att ha blivit utskriven från mentalsjukhuset, och får då 5 nya barn med sin andra fru Elisabeth.

## Vuxenliv
Josephs äktenskap med Hilda var kort, varande endast cirka tre år. Trots att båda var entusiastiska i början började förhållandet försämras efter födseln av Annie, parets första barn år 1955. Hilda började bli nonchalant i hushållssysslor och omvårdnaden av barnet, vilket irriterade Kallinger. Trots detta, samma år som det första barnet föddes, upptäckte hon att hon var gravid igen, denna gång med en pojke som fick namnet Stephen, efter Kallingers adoptivfar.
I september 1956 lämnade Hilda hemmet och de två barnen för att bo med en annan man i en bil. Joseph antog rollen som ensamstående far och tog hand om barnen samtidigt som han arbetade för att försörja dem. På grund av detta fick Kallinger vårdnaden om Annie och Stephen, med Hilda säkrad rätten att träffa barnen två gånger i veckan.
Den 4 september 1957 hospitaliserades Joseph på grund av kraftig huvudvärk och aptitlöshet. Initialt misstänkte läkarna en möjlig hjärnskada, men efter undersökningar uteslöts den möjligheten. Efter elva dagar på sjukhus diagnostiserades han med psykosomatisk störning och svår ångest på grund av stressen kring skilsmässan. 
Den 20 april 1958, tre månader efter att skilsmässan formellt var avslutad, gifte sig Joseph Kallinger med Elizabeth Baumgard, som han hade träffat på en järnvägsstation året innan. Betty var fullständigt förälskad i Kallinger och kom bra överens med hans barn, behandlande dem som sina egna. Joseph bar dock fortfarande på trauman från äktenskapet med Hilda. Otrygg i sin sexuella prestation började han använda en kniv som sexuell stimulans, vilken han dolde nära kroppen när han hade sex med Betty. Kniven påminde honom om det sexuella övergrepp han hade utsatts för och gav honom en viss upphetsning.
Under det följande decenniet tillbringade Joseph tid på och utanför mentalsjukhus på grund av amnesi, självmordsförsök och brottslig anlagd brand. 

## Kriminell karriär
Joseph försökte bli en bra far och bestämmer sig för att följa i sin adoptifars fotspår som skomakare. Tyvärr höll inte detta allt för länge då han började må sämre och valde att gå över till den kriminella banan. Joseph brände ner sitt hus för att få försäkringspengar. Han gjorde inte detta en gång utan fem gånger totalt. Under åren åkte Joseph in och ut ur psyket och tog ut all sin vrede på familjen. Han utförde samma metoder av bestraffning som hans fosterföräldrar utförde på honom.
År 1972 anmälde tre av Kallingers barn honom för misshandel. När det blev rättegång ansågs han inte kunna gå igenom den för att han var så psykiskt labil. Detta ledde till en undersökning som gav Joseph diagnosen paranoid schizofreni. Barnen tog efter ett tag tillbaka sin anmälan och Joseph gick då fri. Två år efter Joseph Kallinger blev släppt påträffades Joseph Jr död i en övergiven konstruktionsbyggnad. Joseph Jr blev dödad av sin far och sin bror Mikael.
Några veckor efter att man hittat Joseph Jr död försökte Kallinger att ta ut sin sons livförsäkring. Försäkringsbolaget vägrade betala ut några pengar, då de misstänkte bedrägeri. Kallinger fick inte rätt hjälp efter han kommit ut ur fängelset. Han började att höra röster som sade till honom att han skulle döda unga pojkar och skära av deras penisar. Joseph Kallinger fick idén att tillsammans med sin son Michael ge sig ut på en brottsvåg som sträckte sig över Philadelphia, Baltimore, Maryland och New Jersey. Under sex veckor rånade, misshandlade och utnyttjade de fyra familjer sexuellt och mördade tre personer. De tog sig in i varje hus genom att låtsas att vara försäljare. Deras andra offer är 10-åriga José Collazo; de lurade med Collazo till en övergiven fabrikslokal där han sedan blev torterad och mördad. Tredje offret var sjuksköterskan Maria Faschinger. Faschinger skulle se till en patient när hon ovetande gick in i ett gisslandrama. Det Faschinger inte visste var att Kallinger och Michael Kallinger hade tagit sig in i huset och övermannat familjen; de tvingade dem att ta av sina kläder och sedan band de dem med sladdar. När Maria Faschinger kommer in i huset mötte hon Joseph Kallinger med en pistol och kniv i handen, riktad mot henne. Kallinger gav Faschinger direktiv att hon skulle bita av en av offrens penis men hon vägrar. Detta gjorde Kallinger upprörd; han tvingade då ner Maria till källaren där han skar halsen av henne. Ett av offren som också befann sig i huset lyckades ta sig fri och tillkalla hjälp.
När polisen var på plats hade Joseph Kallinger och Michael Kallinger redan flytt med hjälp av stadsbuss. Det största misstaget Joseph Kallinger gjorde, som ledde till hans gripande, var den blodiga tröjan och pistolen som Kallinger kastade alldeles för nära huset. Detta resulterade i att Joseph Kallinger och Mikael Kallinger efter sex veckor av tortyr, mord och kidnappning äntligen var över.

## Fällande dom
Kallinger och hans son arresterades anklagade för kidnappning och våldtäkt. Men så småningom åtalades Joseph Kallinger för tre fall av mord på sin egen son Joseph Jr, Maria Fasching och Jose’ Collazo. Kallinger åberopade sinnessjukdom och hävdade att gud hade sagt åt honom att döda. Joseph Kallinger befanns vara frisk och dömdes till livstids fängelse den 14 oktober 1976.
Mikael Kallinger bedömdes under sin fars kontroll, han dömdes till en uppfostringsanstalt. När Mikael Kallinger släpptes vid 21 års ålder flyttade han från delstaten och bytte namn.

## Död
Under tiden Kallinger satt i fängelset gjorde han flera självmordsförsök, bland annat försökte han tända eld på sig själv. På grund av sitt suicidförsök och våldsamma beteende förflyttades han till ett mentalsjukhus i Philadelphia den 18 maj 1979.
Joseph Kallinger dog av hjärtsvikt 1996 på SCI Cresson. Han tillbringade de sista 11 åren av sitt liv på självmordsvakt.